# Michael Weiss

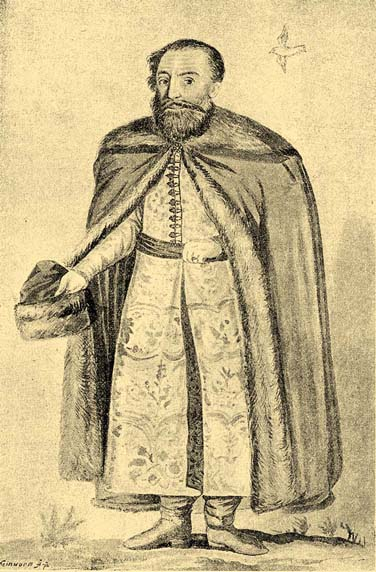

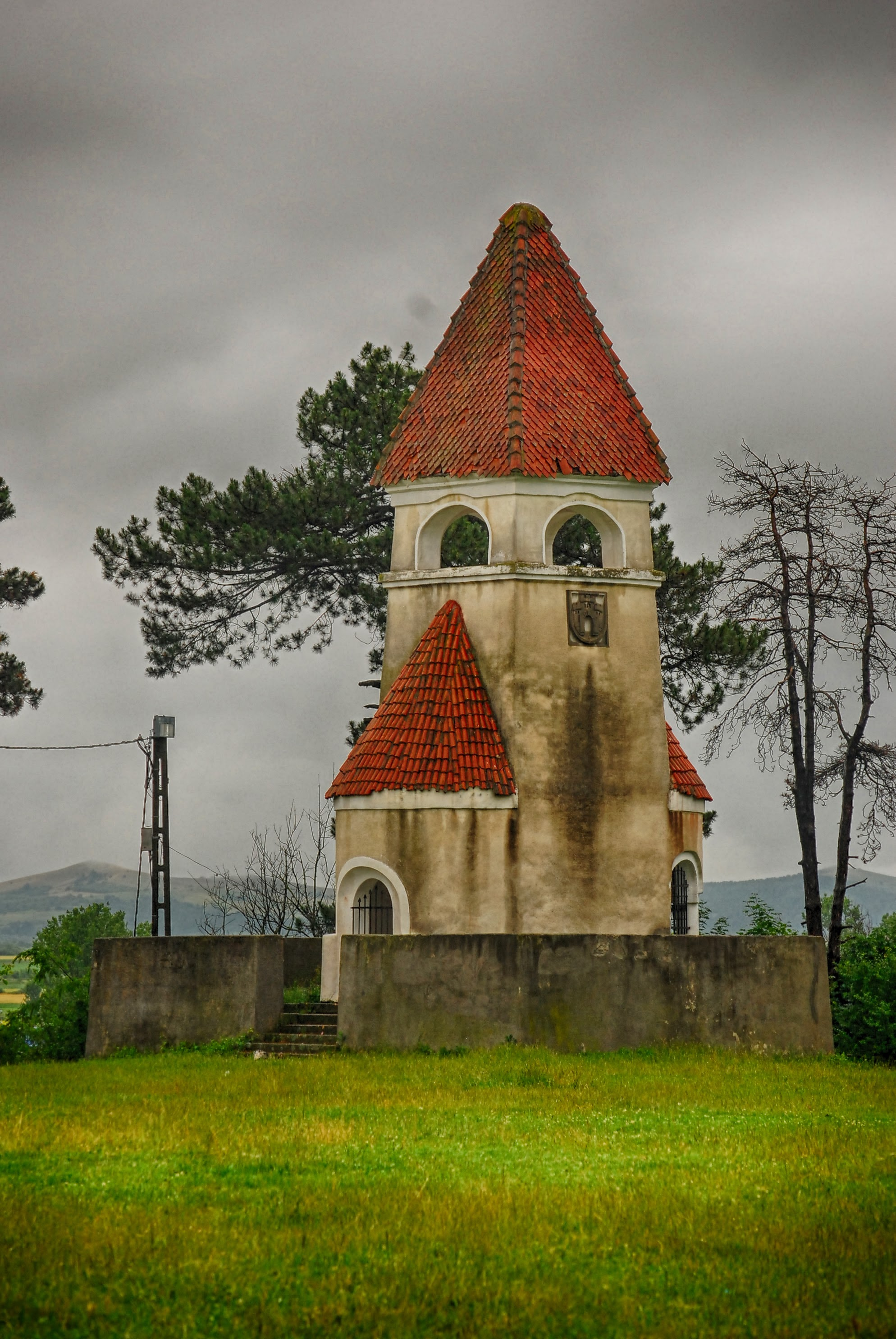
Monumentul de la Feldioara

Michael Weiss, scris uneori Weiß, (n. 1569, Mediaș – d. 16 octombrie 1612, Feldioara) a fost un istoric sas, ales ca jude al Brașovului în 1612. A lăsat în urmă mai multe scrieri cuprinzând date importante despre istoria Transilvaniei și mai ales a Brașovului.

## Viața
Tatăl lui Michael Weiss, pe nume Johannes Weiss, era originar din Boemia. Născut la Eger (actualul Cheb din Cehia de Vest), s-a stabilit la Mediaș unde a urcat în ierarhie până la postul de primar. Weiss a urmat în perioada 1583-1585 colegiul iezuit din Cluj, la vremea respectivă școala pentru studii superioare din Transilvania. În 1586 ambii părinți au murit de ciumă, iar Michael Weiss a plecat din Mediaș și a lucrat un timp ca secretar al contelui Ferdinand von Hardek. Apoi a trecut în slujba cancelariei maghiare de la Praga. La vârsta de numai 20 de ani a fost înnobilat de către împăratul Rudolf al II-lea. Cu toate că avea ca perspectivă o carieră strălucită la curtea împăratului, Weiss s-a întors în Principatul Transilvaniei și s-a stabilit în 1590 la Brașov. Deja în 1591 a fost ales ca membru în Adunarea celor o sută iar din 1600 membru al senatului orășenesc. A ajuns jude al Brașovului în 1612. A îndeplinit cu succes mai multe misiuni diplomatice. Când Gabriel Báthory, după devastările făcute în Țara Românească, a vrut să supună Brașovul, Weiss a condus lupta de rezistență, avându-l ca aliat pe domnul muntean Radu Șerban. La 16 octombrie 1612, la Feldioara, a avut loc o luptă în care oștirea brașoveană a fost înfrântă. Michael Weiss a fost prins și ucis. A fost decapitat, iar capul său i-a fost dus lui Gabriel Báthory, la Sibiu, ca dovadă a victoriei.

## In memoriam
În memoria conducătorului lor, brașovenii au bătut o monedă comemorativă din aur cu inscripția: „Michael Weiss 1612. Și-a făcut datoria față de patrie”.

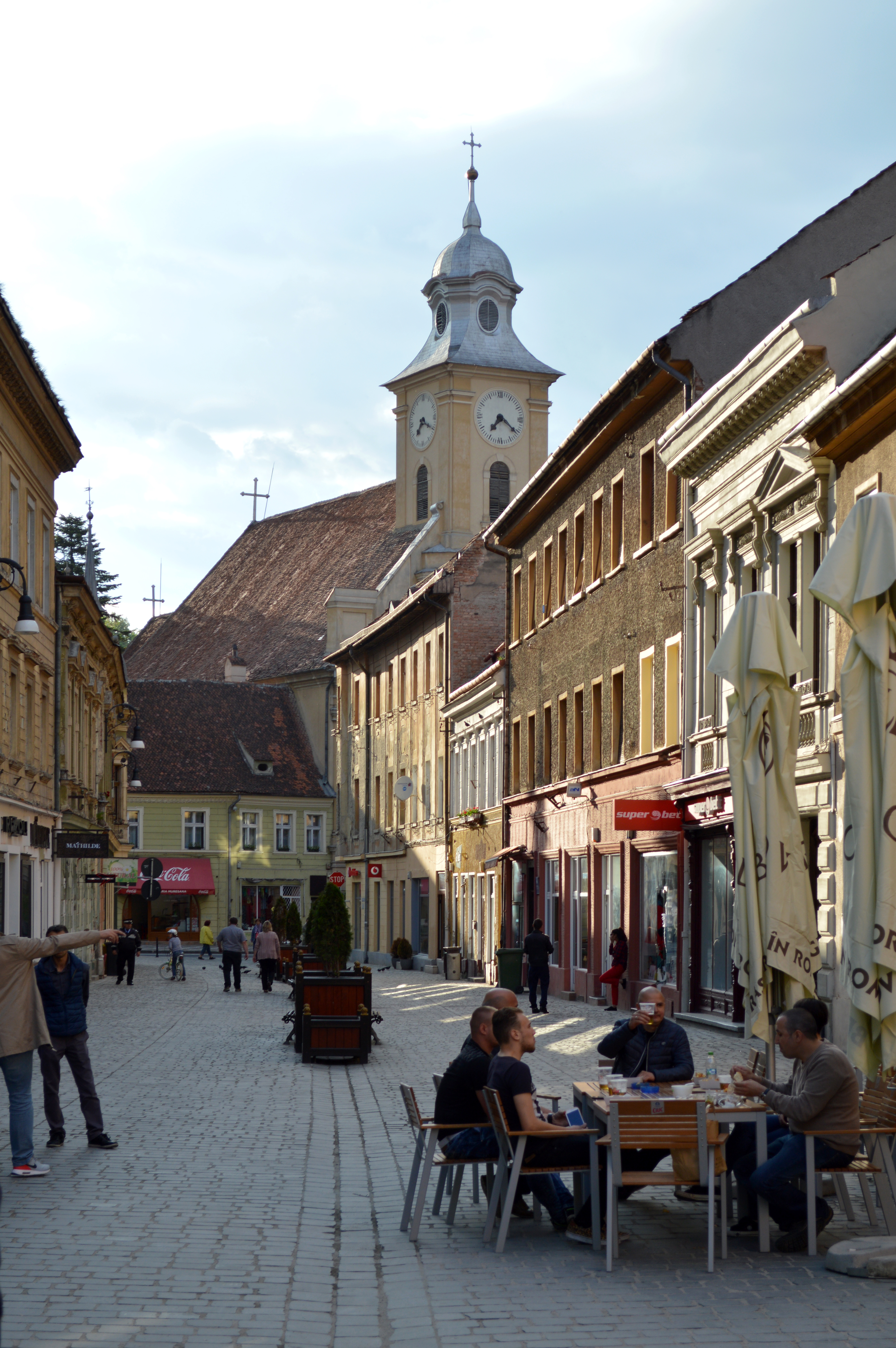
Strada Michael Weiss din Brașov

În 1887 Nonnengasse (Ulița Călugărițelor) din Brașov a primit denumirea de Michael Weiss în cinstea fostului său primar, care s-a opus guvernării tiranice a lui Gabriel Bathory.
În Lista Monumentelor Istorice, întocmită de Ministerul Culturii și Cultelor, este înscris Monumentul studenților sași căzuți în luptă în 1612. Monumentul îi comemorează pe cei 39 de tineri studenți căzuți în bătălia desfășurată aici în 1612, sub conducerea judelui Michael Weiss.
După 1989 Forumul Democrat al Germanilor din România a reluat tradiția comemorării și cinstirii înaintașilor printr-o serbare la Monumentul Studenților de lângă Feldioara.

## Lucrări[4]
- Liber annalium raptim scriptus per Mich. Weiss Mediensem, senatorem Republicae Coronensis
- Brevis consignatio tumultum bellicorum ab ano Chr. 1610, usque completum annum 1613 ambitione et inquietudine Gabrielis Bathori Princips motorum

## Literatură
- Adolf Meschendörfer: Michael Weiß, Stadtrichter von Kronstadt (Stück) (Michael Weiß, jude al Bașovului - Piesă de teatru), Brașov, Editura Kerschner, 1921
- Michael Königes: Michael Weiß, dramă istorică
- Maja Philippi: Michael Weiss - sein Leben und Wirken in Wort und Bild (Michael Weiss - viața și activitatea sa, în cuvinte și imagini), Editura Kriterion, 1982
- Georgeta Filitti: Mileniul românesc.1000 de ani de istorie in imagini, Editura Litera, 2006.